# Ґеданіт
Геданіт, Ґеданіт (гнилий бурштин) — за зовнішнім виглядом і складом — різновид бурштину, що відрізняється відсутністю бурштинової кислоти. Температура плавлення 140—180 °С і твердість (1,5 … 2) нижчі, ніж у інших різновидів бурштину. Розплавлений не відтворює ніякого запаху. Густина 1,058 … 1,068. Може оброблятися на токарному верстаті і поліруватися, але крихкіший від бурштину і під час свердління і різьбі легко розколюється. Зустрічається в Замланде (Східна Пруссія).